# Callitriche stagnalis
Callitriche stagnalis é uma espécie de planta com flor pertencente à família Callitrichaceae. 
A autoridade científica da espécie é Scop., tendo sido publicada em Flora Carniolica, Editio Secunda 2: 251. 1772.
Os seus nomes comuns são lentilhas-da-água ou morrugem-de-água.

## Portugal
Trata-se de uma espécie presente no território português, nomeadamente em Portugal Continental, no Arquipélago dos Açores e no Arquipélago da Madeira.
Em termos de naturalidade é nativa das três regiões atrás indicadas.

## Protecção
Não se encontra protegida por legislação portuguesa ou da Comunidade Europeia.